# محمدجواد محمدی‌زاده
محمدجواد محمدی‌زاده (زاده ۱۳۳۰، دزفول) در دولت دوم محمود احمدی‌نژاد، معاون رئیس‌جمهور و رئیس سازمان حفاظت محیط زیست ایران بود. او که دارای تحصیلات فوق لیسانس بهداشت محیط است در دولت اول احمدی‌نژاد استاندار خراسان رضوی بود. وی همچنین معاون خدمات شهری شهرداری تهران نیز بوده‌است.
او هم‌اکنون رئیس هیئت‌مدیرهٔ شرکت پاکرو قشم نمایندهٔ واردات خودرو هیوندای در ایران آست.
او در زمان ریاست‌جمهوری هاشمی رفسنجانی نیز استاندار لرستان بود.